# 山内村 (小惑星)
山内村（さんないむら、6667 Sannaimura）は、小惑星帯にある小惑星である。
山梨県の八ヶ岳南麓天文台で串田嘉男と村松修が発見した。
秋田県東南部にあった山内村（現在は横手市に合併）に因んで命名された。